# Jeff Bridges
Jeffrey Leon "Jeff" Bridges (født 4. december 1949 i Los Angeles, Californien) er en amerikansk skuespiller, countrymusiker, filmproducer og komponist. Han kommer fra en kendt skuespillerfamilie og begyndte sin tv-karriere i 1958 som barn med sin far, Lloyd Bridges og bror Beau Bridges i tv-serien Sea Hunt. Han fik sit gennembrud i Peter Bogdanovichs ungdomsfilm Sidste forestilling i 1971, fulgt af John Hustons boksedrama Fat City i 1972. Siden har han indspillet en stor mængde film og haft betydelige roller i bl.a. Starman (1984), Francis Ford Coppolas Tucker: The Man and His Dream (1988), De fabelagtige Baker Boys (1989) sammen med Michelle Pfeiffer, Terry Gilliams The Fisher King (1991) og Coen-brødrenes komedie The Big Lebowski (1998), hvor han brillerede i rollen som anti-helten The Dude.
Ligeledes i bl.a. science-fiction dramaet K-PAX (2001), familiedramaet The Door in the Floor (2004) og i krigskomedien The Men Who Stare at Goats (2009), hvor han viste forskellige sider af sit skuespil, og i 2010 blev han belønnet med en Oscar for rollen som aldrende og angrende country & western-stjerne i Crazy Heart. Han blev i 2011 Oscar-nomineret for rollen som Rooster Cogburn i Coen-brødrenes western True Grit. Bridges er også en politisk aktivist på den amerikanske venstrefløj.

## Tidlig karriere og gennembrud
Jeff Bridges blev født i Los Angeles, Californien, som søn af skuespillerparret Dorothy og Lloyd Bridges. Han har en ældre bror, Beau, og en yngre søster, Lucinda. I sin barndom havde Jeff et meget nært forhold til broderen og skuespilleren Beau Bridges, som nærmest var som en faderfigur for ham, mens deres far arbejdede. Han voksede op i Los Angeles-bydelen Holmby Hills, og gjorde tjeneste i den amerikanske kystvagt sidst i 60’erne til starten af 70’erne. Jeff fik sin filmdebut allerede som 12-årig, da han medvirkede i moderens film The Company She Keeps, og af og til medvirkede han sammen med sin bror i faderens tv-serie Sea Hunt, som løb fra 1958-61. Som 14-årig turnerede han med et omrejsende teaterstykke sammen med sin far. Han havde nogle vilde teenageår, hvor han bl.a. eksperimenterede med narkotika og hash. Forældrene greb dog ind i tide, og fik ham på rette spor.
Således fik han sin første ’rigtige’ filmrolle i 1969 i Lloyd Bridges-filmen Silent Night, Lonely Night, hvor han spiller samme rolle som faderen, bare som ung. Filmen blev lavet direkte til tv, men det følgende år fik han en mindre rolle i spillefilmen The Yin and the Yang of Mr. Go. Hans store gennembrud kom i 1971, da han medvirkede i ungdomsfilmen Sidste forestilling, org. The Last Picture Show. Filmen foregår i Texas 1951 og handler om en gruppe unge, der er ved at blive voksne. Om deres problemer, de store beslutninger de skal træffe, om kærlighed og om venskab. Filmen blev en rigtig stor succes, og i 1990 blev den fulgt op af Texasville, der foregår 30 år efter begivenhederne i Sidste forestilling. Sidste forestilling blev nomineret til otte Oscar-priser, heriblandt en nominering til Jeff Bridges som bedste mandlige birolle. Det var et kæmpe skulderklap til den unge skuespiller, og var for alvor med til at sætte hans karriere i gang, samt at etablere et navn for sig selv, og ikke konstant blive kædet sammen med faderen. (Som i øvrigt aldrig opnåede en Oscar-nominering).

## Succes i Hollywood
Succesen med Sidste forestilling gjorde, at Bridges de næste år fik flere gode roller tilbudt. I 1972 spillede han den unge talentfulde bokser Ernie i Fat City, og samme år fik han en hovedrolle i western-filmen Vestens vilde drenge. I midten af 70’erne indspillede han også en del film, som i dag stort set er glemt. En film, der huskes, er dog Michael Ciminos Thunderbolt and Lightfoot fra 1974. Erfarne Clint Eastwood spillede rollen som Thunderbolt, mens den unge Bridges fik sin anden Oscar-nominering for rollen som Lightfoot. I 1976 var Bridges med i King Kong, en genindspilning af den klassiske film fra 1933. I 1980 spillede han med i det historiske drama Heaven's Gate, en storfilm der skulle være instruktør Michael Ciminos opfølger til succesen med The Deer Hunter. Filmen havde kæmpe kulisser og gik langt over budget. Michael Ciminos perfektionisme og filmstudiets interesser stemte ikke helt overens, og på den femte dag i optagelserne var de allerede fire dage forsinket. Studiet overvejede at fyre Cimino, men valgte i sidste ende at beholde ham på projektet. Filmens originale ’cut’ endte på omkring 3 timer og 40 min, men man valgte at udsende en genklippet version på lidt over to timer. Heaven's Gate blev en stor fiasko, og Michael Cimino vadede ikke i tilbud efterfølgende. Fra midten af 70’erne og op til starten af 80’erne var det skuespillere som Dustin Hoffman, Robert De Niro og Al Pacino, der udgjorde eliten i Hollywood.
Bridges havde en langt mere afslappet og naturlig udstråling end de tre, og det førte til, at han ofte blev undervurderet i datidens filmbranche. Han var dog stadig populær, og stjal ofte billedet i de film han var med i. Hans klare popularitet kom endnu engang til udtryk som videospilsprogrammøren Kevin Flynn i science fiction kultklassikeren Tron fra 1982. I 1984 var han endnu engang at finde i en science fiction-film, denne gang i John Carpenters Starman. Denne var i stil og tema langt fra Carpenters forrige film The Thing, som først blev en succes, da den udkom på video. Starman blev en klart godkendt succes i de amerikanske biografer, og Bridges blev Oscarnomineret for bedste mandlige hovedrolle. I 1985 var Bridges med i den mystiske krimi/thriller Kniven er det eneste vidne med Glenn Close. Bridges spillede her rollen som Jack Forrester, der måske, måske ikke, har slået sin kone ihjel. Close spiller forsvarsadvokaten, der skal bevise Forresters uskyld. I 1986 spillede Bridges overfor Jane Fonda i Sidney Lumets Dagen derpå, og i 1988 var han med i Francis Ford Coppolas Tucker: The Man and His Dream, en autentisk historie om bildesigneren Preston Tucker og dennes revolutionerende bilkoncept. I De fabelagtige Baker Boys fra 1989 spillede Bridges overfor sin bror, Beau Bridges og Michelle Pfeiffer. I 1991 var han sammen med Robin Williams i Terry Gilliams romantiske komediedrama The Fisher King.

## The Dude
Mange af filmene fra starten af 90’erne var meget mainstream-prægede, eksempelvis Forsvundet sporløst, Skibbrud og Barbra Streisand-filmen Kærligheden har to sider. På det punkt skilte Peter Weirs Frygtløs fra 1993 sig en anelse ud, mens Coen-brødrenes film The Big Lebowski i dag er én af de mest populære Jeff Bridges-film. Instruktørbrødrene Joel og Ethan Coen havde tidligere bl.a. lavet filmene Arizona Junior med Nicolas Cage og den anmelderroste og Oscar-belønnede Fargo. I The Big Lebowski spiller Bridges den meget afslappede, arbejdsløse, marijuana-rygende bowlingentusiast Jeff Lebowski, som dog blot går under navnet "The Dude". Han bliver fejlagtigt forvekslet med millionæren Jeffrey Lebowski, og bliver rodet ind i kidnapningen af dennes kone. Samtidig forsøger han at vinde det lokale bowlingmesterskab sammen med vennerne Walter og Donny (spillet henholdsvis af John Goodman og Steve Buscemi). Rollen som The Dude mindede på mange punkter om Bridges selv, og rollen var nærmest som skabt til ham. Således var en stor del af det tøj, som The Dude går med i filmen, fra Bridges’ egen garderobe.
Selv de Jellies-sandaler som Bridges bærer i filmen var hans egne. The Big Lebowski blev ikke umiddelbart nogen større kommerciel succes, da den havde premiere i de amerikanske biografer. Det er den dog i høj grad blevet efterfølgende, og i dag har den opnået kultstatus og filmen, og ikke mindst rollen som The Dude, er blevet synonym med Jeff Bridges. Bridges’ næste film blev i en helt anden genre, nemlig thrilleren Arlington Road fra 1999, hvor han spiller en collegeprofessor, som begynder at tro, at hans nabo (Tim Robbins) er en terrorist. I 2000 opnåede Bridges sin fjerde Oscarnominering for rollen som præsidenten Jackson Evans i den politiske thriller The Contender. Året efter fulgte den mystiske science fiction-film K-PAX. Her spiller Kevin Spacey rollen som Prot, en mand som påstår at han kommer fra en anden planet. Det er der dog ikke nogen der tror på, og han ender på et psykiatrisk hospital, hvor han møder psykiateren Mark Powell (Bridges), som forsøger at hjælpe ham. I 2003 var Bridges med i den autentiske film Seabiscuit om en amerikansk væddeløbshest, som mod alle odds kommer tilbage efter en skade og vinder alles hjerter, og i 2004 var han med i The Door in the Floor, baseret på første tredjedel af John Irving-romanen Enke i et år.

## Bridges frem til i dag
Gennem alle sine år som aktiv, har Bridges skiftet meget mellem store Hollywood-produktioner og små smalle film til et mindre publikum. Michael Traegers komediefilm The Moguls fra 2005 hører absolut til blandt de små, og det samme gør på sin vis Terry Gilliams film Tideland fra samme år. Animationsfilmen Surf's Up om pingvinernes ’World Surfing Championship’ blev lavet af Sony Pictures Animation, og hører til blandt de større produktioner. Det samme gør sig i høj grad gældende for actionfilmen Iron Man fra 2008. Robert Downey Jr. spiller industrimillionæren og opfinderen Tony Stark, mens Bridges spiller rollen som Obadiah Stane. Stane er til at begynde med Tonys ven, men det skal vise sig, at han måske ikke er helt fin i kanten. Samme år spillede Bridges magasin-kongen Clayton Harding i Simon Pegg-filmen How to Lose Friends & Alienate People. Han er også med i Justin Timberlake-filmen The Open Road fra 2009.
Senest har man kunnet opleve Bridges i filmene The Men Who Stare at Goats og Crazy Heart. Sidstnævnte blev en stor personlig succes for Bridges, da hans femte Oscarnominering endelig resulterede i den eftertragtede statuette. I Crazy Heart spiller han rollen som den afdankede countrysanger Bad Blake, der på trods af mange år på landevejen stadig kun spiller små koncerter på barer og i bowlinghaller. Han har en søn, som han aldrig har mødt og et voksende alkoholproblem, der truer han liv og karriere. Men da han en dag møder musikjournalisten Jean Craddock (Maggie Gyllenhaal) begynder fremtiden at se lidt lysere ud. Robert Duvall spiller Blakes ven Wayne og Colin Farrell spiller musikeren Tommy Sweet, der både er Blakes ven og konkurrent. Bridges synger selv sine sange, og han var også producent på filmen. Næste filmprojekter tæller bl.a. en opfølger til 1982-filmen Tron, hvor Bridges vender tilbage til rollen som videospilsprogrammøren Kevin Flynn, samt True Grit, en ny film af Coen-brødrene med blandt andre Matt Damon og Josh Brolin på rollelisten.

## Trivia
- Har været gift med Susan Geston siden 5. juni 1977. Sammen har de tre døtre: Isabelle (f. 1981), Jessica (f. 1983) og Hayley (f. 1987).
- Var i februar 2010 blandt de omkring 80 musikere som genindspillede velgørenhedssinglen We Are the World.[8]
- Er en talentfuld guitarist.
- Afslog rollen som 'Snake Plissken' i Flugtaktion New York, som i stedet gik til Kurt Russell.
- Er en stor fan af Brian Wilson og The Beach Boys.
- Er gode venner med instruktørerne John Carpenter og Terry Gilliam og skuespillerne Tommy Lee Jones og Kurt Russell.
- Afslog i 1981 at spille rollen som Indiana Jones i Jagten på den forsvundne skat. Selv om filmen blev en enorm succes har han ikke fortrudt sit valg.
- Ved siden af skuespillet er han også tegner, og nogle af hans værker kan ses i filmene K-PAX og The Door in the Floor.

## Filmografi
- A dog year (2009)

- Crazy Heart (2009)

- The Men Who Stare at Goats (2009)
- How to Lose Friends & Alienate People (2008)
- Iron Man (2008)
- Surf's Up (2007)
- Stick It (2006)
- The Moguls (2005)
- The Door in the Floor (2004)
- Seabiscuit (2003)
- K-PAX (2001)
- The Contender (2000)
- Simpatico (1999)
- The Muse (1999)
- Arlington Road (1999)
- The Big Lebowski (1998)
- Kærligheden har to sider – The Mirror Has Two Faces (1996)
- Skibbrud – White Squall (1996)
- Wild Bill (1995)
- Frygtløs – Fearless (1993)
- Forsvundet sporløst – The Vanishing (1993)
- American Heart (1992)
- The Fisher King (1991)
- Texasville (1990)
- De fabelagtige Baker Boys – The Fabulous Baker Boys (1989)
- Tucker: The Man and His Dream (1988)
- Dagen derpå – The Morning After (1986)
- Kniven er det eneste vidne – Jagged Edge (1985)
- Starman (1984)
- Tron (1982)
- Heaven's Gate (1980)
- King Kong (1976)
- Thunderbolt and Lightfoot (1974)
- The Iceman Cometh (1973)
- Vestens vilde drenge – Bad Company (1972)
- Sidste forestilling – The Last Picture Show (1971)

## References
1. ↑  "Actress Dorothy Bridges dies, Mother of Beau and Jeff Bridges was 93". Variety Magazine. 2009-02-20. Hentet 2009-04-23.
2. ↑  "Jeff Bridges is still the Dude".
3. ↑  The Hollywood Interview: BEST ACTOR OSCAR-WINNER Jeff Bridges: The Hollywood Flashback Interview
4. ↑  "Joe Queenan's review". Film.guardian.co.uk. 2008-03-21. Hentet 2009-09-03.
5. ↑  Green, Bill; Ben Peskoe; Will Russell; Scott Shuffitt (2007). "I'm A Lebowski, You're A Lebowski". Bloomsbury. s. 27.
6. ↑  AV Club – The New Cult Canon – The Big Lebowski
7. ↑  "Feature films currently filming in BC". Arkiveret fra originalen 26. maj 2012. Hentet 30. marts 2010.
8. ↑  "'We Are The World -- 25 For Haiti' Artists Include Kanye West, Miley Cyrus, Justin Bieber". Arkiveret fra originalen 28. marts 2010. Hentet 30. marts 2010.